# Поросли-Кольонія
Поросли-Кольонія (пол. Porosły-Kolonia) — село в Польщі, у гміні Хорощ Білостоцького повіту Підляського воєводства.
У 1975-1998 роках село належало до Білостоцького воєводства.